# Kalakeri Nidugane (Rural), Madikeri
Kalakeri Nidugane (Rural) là một làng thuộc tehsil Madikeri, huyện Kodagu, bang Karnataka, Ấn Độ.